# 25 (album của Adele)
25 là album phòng thu thứ ba của ca sĩ kiêm sáng tác nhạc người Anh Adele, phát hành ngày 20 tháng 11 năm 2015 bởi XL Recordings và Columbia Records. Sau thành công rực rỡ về mặt chuyên môn lẫn thương mại của album trước 21 (2011), Adele quyết định tạm gác lại sự nghiệp âm nhạc để tập trung xây dựng gia đình và sinh con đầu lòng vào cuối năm 2012. Nữ ca sĩ bắt đầu lên kế hoạch thực hiện dự án vào năm sau, nhưng trải qua giai đoạn bế tắc về ý tưởng và phải dời lại nhiều buổi thu âm, trước khi cô tìm lại nguồn cảm hứng sáng tác khi gặp nhà sản xuất Greg Kurstin và hoàn thiện album. Ngoài ra, Adele còn kết hợp trở lại với một số cộng tác viên từng làm việc trước đây như Paul Epworth và Ryan Tedder, bên cạnh những nhà sản xuất mới như Max Martin, Shellback và The Smeezingtons. Được nhìn nhận như một "bản thu âm làm lành" với tiêu đề phản ánh cuộc sống và trạng thái tinh thần của cô ở tuổi 25, nội dung ca từ của đĩa nhạc đề cập đến những chủ đề về sự hoài niệm, tình mẫu tử, tình yêu mới và sự nuối tiếc. Phong cách âm nhạc của 25 là sự kết hợp giữa pop, soul và British pop cũng như những yếu tố điện tử và khuôn nhịp điệu sáng tạo.
Sau khi phát hành, 25 nhận được những phản ứng tích cực từ các nhà phê bình âm nhạc, trong đó họ đánh giá cao khâu sản xuất và giọng hát của Adele, đồng thời gọi đây là sự tiếp nối hoàn hảo cho mạch cảm xúc từ 21. Ngoài ra, đĩa nhạc cũng nhận được nhiều giải thưởng và đề cử tại những lễ trao giải lớn, bao gồm chiến thắng tại giải Brit năm 2016 cho Album Anh quốc của năm và giải Grammy cho Album của năm và Album giọng pop xuất sắc nhất tại lễ trao giải thường niên lần thứ 59. 25 cũng gặt hái những thành công ngoài sức tưởng tượng về mặt thương mại khi thống trị các bảng xếp hạng tại hơn 32 quốc gia, đồng thời phá vỡ hàng loạt kỷ lục về doanh số tiêu thụ tuần đầu ở nhiều thị trường lớn như Canada, New Zealand và Vương quốc Anh. Album ra mắt ở vị trí số một trên bảng xếp hạng Billboard 200 tại Hoa Kỳ với 3.38 triệu bản, đánh dấu doanh số tiêu thụ lớn nhất trong một tuần kể từ khi Luminate Data bắt đầu theo dõi giao dịch mua nhạc vào năm 1991, và đứng đầu trong mười tuần không liên tiếp. Đây là album bán chạy nhất trong hai năm 2015 và 2016 tại Hoa Kỳ, và được chứng nhận đĩa Kim cương bởi Hiệp hội Công nghiệp Ghi âm Hoa Kỳ (RIAA).
Bốn đĩa đơn đã được phát hành từ 25. "Hello" được chọn làm đĩa đơn mở đường và đứng đầu các bảng xếp hạng tại hơn 32 quốc gia, cũng như trở thành đĩa đơn đầu tiên trong lịch sử đạt được một triệu lượt tải nhạc số trong một tuần tại Hoa Kỳ và chiến thắng ba giải Grammy ở hạng mục Thu âm của năm, Bài hát của năm và Trình diễn đơn ca pop xuất sắc nhất. Đĩa đơn thứ ba "Send My Love (To Your New Lover)" cũng lọt vào top 10 ở nhiều thị trường nổi bật, trong khi "When We Were Young" và "Water Under the Bridge" đều đạt được những thành công đáng kể trên toàn cầu. Để quảng bá album, Adele trình diễn trên nhiều chương trình truyền hình và lễ trao giải lớn, như The Ellen DeGeneres Show, Saturday Night Live, Today, giải Grammy lần thứ 58 và giải Brit năm 2016, cũng như thực hiện hai chương trình đặc biệt Adele at the BBC trên BBC One và Adele Live in New York City trên NBC. Ngoài ra, nữ ca sĩ còn tiến hành chuyến lưu diễn Adele Live 2016 (2016-17) với 121 đêm diễn và đi qua ba châu lục. Tính đến nay, đĩa nhạc đã bán được hơn 23 triệu bản trên toàn thế giới, trở thành một trong những album bán chạy nhất mọi thời đại.

## Danh sách bài hát
| 25 – Phiên bản tiêu chuẩn | 25 – Phiên bản tiêu chuẩn          | 25 – Phiên bản tiêu chuẩn                                 | 25 – Phiên bản tiêu chuẩn | 25 – Phiên bản tiêu chuẩn |
| STT                       | Nhan đề                            | Sáng tác                                                  | Sản xuất                  | Thời lượng                |
| ------------------------- | ---------------------------------- | --------------------------------------------------------- | ------------------------- | ------------------------- |
| 1.                        | "Hello"                            | Adele Adkins Greg Kurstin                                 | Kurstin                   | 4:55                      |
| 2.                        | "Send My Love (To Your New Lover)" | Adkins Max Martin Shellback                               | Martin Shellback          | 3:43                      |
| 3.                        | "I Miss You"                       | Adkins Paul Epworth                                       | Epworth                   | 5:48                      |
| 4.                        | "When We Were Young"               | Adkins Tobias Jesso Jr.                                   | Ariel Rechtshaid          | 4:51                      |
| 5.                        | "Remedy"                           | Adkins Ryan Tedder                                        | Tedder                    | 4:05                      |
| 6.                        | "Water Under the Bridge"           | Adkins Kurstin                                            | Kurstin                   | 4:00                      |
| 7.                        | "River Lea"                        | Adkins Brian Burton                                       | Danger Mouse              | 3:45                      |
| 8.                        | "Love in the Dark"                 | Adkins Samuel Dixon                                       | Dixon                     | 4:46                      |
| 9.                        | "Million Years Ago"                | Adkins Kurstin                                            | Kurstin                   | 3:46                      |
| 10.                       | "All I Ask"                        | Adkins Bruno Mars Philip Lawrence Christopher Brody Brown | The Smeezingtons          | 4:32                      |
| 11.                       | "Sweetest Devotion"                | Adkins Epworth                                            | Epworth                   | 4:12                      |
| Tổng thời lượng:          | Tổng thời lượng:                   | Tổng thời lượng:                                          | Tổng thời lượng:          | 48:24                     |

| 25 – Phiên bản tại Target và Nhật Bản (bản nhạc bổ sung) | 25 – Phiên bản tại Target và Nhật Bản (bản nhạc bổ sung) | 25 – Phiên bản tại Target và Nhật Bản (bản nhạc bổ sung) | 25 – Phiên bản tại Target và Nhật Bản (bản nhạc bổ sung) | 25 – Phiên bản tại Target và Nhật Bản (bản nhạc bổ sung) |
| STT                                                      | Nhan đề                                                  | Sáng tác                                                 | Sản xuất                                                 | Thời lượng                                               |
| -------------------------------------------------------- | -------------------------------------------------------- | -------------------------------------------------------- | -------------------------------------------------------- | -------------------------------------------------------- |
| 12.                                                      | "Can't Let Go"                                           | Adkins Linda Perry                                       | Perry                                                    | 3:18                                                     |
| 13.                                                      | "Lay Me Down"                                            | Adkins Jesso                                             | Mark Ronson Lil Silva [a]                                | 4:30                                                     |
| 14.                                                      | "Why Do You Love Me"                                     | Adkins Rick Nowels                                       | Rechtshaid                                               | 4:00                                                     |
| Tổng thời lượng:                                         | Tổng thời lượng:                                         | Tổng thời lượng:                                         | Tổng thời lượng:                                         | 1:00:12                                                  |

Ghi chú
- ^[a]  nghĩa là sản xuất bổ sung

## Xếp hạng
| Bảng xếp hạng (2015–2021)                | Vị trí cao nhất |
| ---------------------------------------- | --------------- |
| Album Úc (ARIA)                          | 1               |
| Album Áo (Ö3 Austria)                    | 1               |
| Album Bỉ (Ultratop Vlaanderen)           | 1               |
| Album Bỉ (Ultratop Wallonie)             | 1               |
| Album Brazil (ABPD)                      | 1               |
| Album Canada (Billboard)                 | 1               |
| Album Croatia Quốc tế (HDU)              | 1               |
| Album Cộng hòa Séc (ČNS IFPI)            | 1               |
| Album Đan Mạch (Hitlisten)               | 1               |
| Album Hà Lan (Album Top 100)             | 1               |
| Album Phần Lan (Suomen virallinen lista) | 1               |
| Album Pháp (SNEP)                        | 1               |
| Album Đức (Offizielle Top 100)           | 1               |
| Album Hy Lạp (IFPI)                      | 1               |
| Album Hungaria (MAHASZ)                  | 1               |
| Album Ireland (IRMA)                     | 1               |
| Album Ý (FIMI)                           | 1               |
| Album Nhật Bản (Oricon)                  | 7               |
| Album Mexico (Top 100 Mexico)            | 1               |
| Album New Zealand (RMNZ)                 | 1               |
| Album Na Uy (VG-lista)                   | 1               |
| Album Ba Lan (ZPAV)                      | 1               |
| Album Bồ Đào Nha (AFP)                   | 1               |
| Album Scotland (OCC)                     | 1               |
| Album Nam Phi (RISA)                     | 1               |
| Album Hàn Quốc (Circle)                  | 4               |
| Album Hàn Quốc Quốc tế (Circle)          | 1               |
| Album Tây Ban Nha (PROMUSICAE)           | 1               |
| Album Thụy Điển (Sverigetopplistan)      | 1               |
| Album Thụy Sĩ (Schweizer Hitparade)      | 1               |
| Album Anh Quốc (OCC)                     | 1               |
| Album Hoa Kỳ Billboard 200               | 1               |
| Album Hoa Kỳ Independent (Billboard)     | 1               |

| Bảng xếp hạng (2015)    | Vị trí cao nhất |
| ----------------------- | --------------- |
| Album Argentina (CAPIF) | 2               |

| Bảng xếp hạng (2015)                     | Vị trí |
| ---------------------------------------- | ------ |
| Album Úc (ARIA)                          | 1      |
| Album Áo (Ö3 Austria)                    | 3      |
| Album Bỉ (Ultratop Flanders)             | 2      |
| Album Bỉ (Ultratop Wallonia)             | 4      |
| Album Brazil (ABPD)                      | 4      |
| Album Croatia Quốc tế (HDU)              | 2      |
| Album Đan Mạch (Hitlisten)               | 4      |
| Album Hà Lan (Album Top 100)             | 1      |
| Album Phần Lan (Suomen virallinen lista) | 1      |
| Album Pháp (SNEP)                        | 2      |
| Album Đức (Offizielle Top 100)           | 2      |
| Album Hungaria (MAHASZ)                  | 7      |
| Album Ireland (IRMA)                     | 1      |
| Album Ý (FIMI)                           | 4      |
| Album Nhật Bản (Billboard Japan)         | 90     |
| Album Mexico (Top 100 Mexico)            | 11     |
| Album New Zealand (RMNZ)                 | 1      |
| Album Ba Lan (ZPAV)                      | 1      |
| Album Hàn Quốc (Circle)                  | 88     |
| Album Hàn Quốc Quốc tế (Circle)          | 4      |
| Album Tây Ban Nha (PROMUSICAE)           | 4      |
| Album Thụy Điển (Sverigetopplistan)      | 5      |
| Album Thụy Sĩ (Schweizer Hitparade)      | 1      |
| Album Anh Quốc (OCC)                     | 1      |
| Album Toàn cầu (IFPI)                    | 1      |
| Bảng xếp hạng (2016)                     | Vị trí |
| Album Úc (ARIA)                          | 1      |
| Album Áo (Ö3 Austria)                    | 12     |
| Album Bỉ (Ultratop Flanders)             | 2      |
| Album Bỉ (Ultratop Wallonia)             | 5      |
| Album Canada (Billboard)                 | 1      |
| Album Đan Mạch (Hitlisten)               | 11     |
| Album Hà Lan (Album Top 100)             | 1      |
| Album Pháp (SNEP)                        | 20     |
| Album Đức (Offizielle Top 100)           | 6      |
| Album Hungaria (MAHASZ)                  | 27     |
| Album Iceland (Tónlistinn)               | 4      |
| Album Ý (FIMI)                           | 17     |
| Album Nhật Bản (Billboard Japan)         | 43     |
| Album Nhật Bản (Oricon)                  | 69     |
| Album Mexico (Top 100 Mexico)            | 21     |
| Album New Zealand (RMNZ)                 | 1      |
| Album Ba Lan (ZPAV)                      | 8      |
| Album Hàn Quốc Quốc tế (Circle)          | 5      |
| Album Tây Ban Nha (PROMUSICAE)           | 3      |
| Album Thụy Điển (Sverigetopplistan)      | 6      |
| Album Thụy Sĩ (Schweizer Hitparade)      | 1      |
| Album Anh Quốc (OCC)                     | 1      |
| Hoa Kỳ Billboard 200                     | 1      |
| Album Toàn cầu (IFPI)                    | 2      |

| Bảng xếp hạng (2017)                | Vị trí |
| ----------------------------------- | ------ |
| Album Úc (ARIA)                     | 4      |
| Album Áo (Ö3 Austria)               | 73     |
| Album Bỉ (Ultratop Flanders)        | 14     |
| Album Canada (Billboard)            | 20     |
| Album Đan Mạch (Hitlisten)          | 34     |
| Album Hà Lan (Album Top 100)        | 11     |
| Album Iceland (Tónlistinn)          | 37     |
| Album New Zealand (RMNZ)            | 2      |
| Album Hàn Quốc Quốc tế (Circle)     | 15     |
| Album Tây Ban Nha (PROMUSICAE)      | 84     |
| Album Thụy Điển (Sverigetopplistan) | 19     |
| Album Anh Quốc (OCC)                | 18     |
| Hoa Kỳ Billboard 200                | 26     |
| Bảng xếp hạng (2018)                | Vị trí |
| Album Úc (ARIA)                     | 47     |
| Album Bỉ (Ultratop Flanders)        | 55     |
| Album Đan Mạch (Hitlisten)          | 79     |
| Album Hà Lan (Album Top 100)        | 27     |
| Album Iceland (Tónlistinn)          | 57     |
| Album New Zealand (RMNZ)            | 35     |
| Album Bồ Đào Nha (AFP)              | 156    |
| Album Hàn Quốc Quốc tế (Circle)     | 47     |
| Album Thụy Điển (Sverigetopplistan) | 49     |
| Album Anh Quốc (OCC)                | 79     |
| Hoa Kỳ Billboard 200                | 119    |
| Bảng xếp hạng (2019)                | Vị trí |
| Album Úc (ARIA)                     | 51     |
| Album Bỉ (Ultratop Flanders)        | 58     |
| Album Bỉ (Ultratop Wallonia)        | 187    |
| Album Hà Lan (Album Top 100)        | 31     |
| Album Iceland (Tónlistinn)          | 95     |
| Album Anh Quốc (OCC)                | 99     |
| Bảng xếp hạng (2020)                | Vị trí |
| Album Úc (ARIA)                     | 82     |
| Album Bỉ (Ultratop Flanders)        | 77     |
| Album Hà Lan (Album Top 100)        | 57     |
| Album Anh Quốc (OCC)                | 94     |
| Bảng xếp hạng (2021)                | Vị trí |
| Album Úc (ARIA)                     | 33     |
| Album Bỉ (Ultratop Flanders)        | 30     |
| Album Bỉ (Ultratop Wallonia)        | 127    |
| Album Đan Mạch (Hitlisten)          | 52     |
| Album Hà Lan (Album Top 100)        | 22     |
| Album Iceland (Tónlistinn)          | 37     |
| Album Ireland (IRMA)                | 32     |
| Album Thụy Điển (Sverigetopplistan) | 31     |
| Album Anh Quốc (OCC)                | 27     |
| Bảng xếp hạng (2022)                | Vị trí |
| Album Úc (ARIA)                     | 48     |
| Album Bỉ (Ultratop Flanders)        | 36     |
| Album Bỉ (Ultratop Wallonia)        | 154    |
| Album Đan Mạch (Hitlisten)          | 69     |
| Album Hà Lan (Album Top 100)        | 35     |
| Album Iceland (Tónlistinn)          | 49     |
| Album Lithuania (AGATA)             | 87     |
| Album Thụy Điển (Sverigetopplistan) | 55     |
| Album Anh Quốc (OCC)                | 53     |
| Hoa Kỳ Billboard 200                | 174    |
| Bảng xếp hạng (2023)                | Vị trí |
| Album Úc (ARIA)                     | 56     |
| Album Bỉ (Ultratop Flanders)        | 52     |
| Album Bỉ (Ultratop Wallonia)        | 155    |
| Album Đan Mạch (Hitlisten)          | 74     |
| Album Hà Lan (Album Top 100)        | 39     |
| Album Iceland (Tónlistinn)          | 45     |
| Album Thụy Điển (Sverigetopplistan) | 45     |
| Album Anh Quốc (OCC)                | 62     |
| Bảng xếp hạng (2024)                | Vị trí |
| Album Úc (ARIA)                     | 88     |
| Album Bỉ (Ultratop Flanders)        | 34     |
| Album Bỉ (Ultratop Wallonia)        | 147    |
| Album Đan Mạch (Hitlisten)          | 90     |
| Album Hà Lan (Album Top 100)        | 33     |
| Album Iceland (Tónlistinn)          | 84     |
| Album Thụy Điển (Sverigetopplistan) | 53     |
| Album Thụy Sĩ (Schweizer Hitparade) | 86     |
| Album Anh Quốc (OCC)                | 93     |

| Bảng xếp hạng (2010–2019)      | Vị trí |
| ------------------------------ | ------ |
| Album Úc (ARIA)                | 3      |
| Album Canada (Billboard)       | 2      |
| Album Hà Lan (Album Top 100)   | 2      |
| Album Đức (Offizielle Top 100) | 6      |
| Album Anh Quốc (OCC)           | 2      |
| Album Anh Quốc Đĩa than (OCC)  | 24     |
| Hoa Kỳ Billboard 200           | 19     |
| Hoa Kỳ Nielsen Top 10          | 2      |

| Bảng xếp hạng                   | Vị trí |
| ------------------------------- | ------ |
| Album Ireland Nghệ sĩ Nữ (IRMA) | 11     |
| Album Anh Quốc (OCC)            | 27     |
| Hoa Kỳ Billboard 200 (Nữ)       | 22     |

## Chứng nhận
| Quốc gia | Chứng nhận       | Số đơn vị/doanh số chứng nhận |
| --- | ---------------- | ----------------------------- |
| Úc (ARIA) | 10× Bạch kim     | 700.000^                      |
| Áo (IFPI Áo) | 3× Bạch kim      | 45.000*                       |
| Bỉ (BEA) | 8× Bạch kim      | 240.000*                      |
| Brasil (Pro-Música Brasil) | Kim cương        | 160.000‡                      |
| Canada (Music Canada) | Kim cương        | 1,093,000                     |
| Đan Mạch (IFPI Đan Mạch) | 5× Bạch kim      | 100.000‡                      |
| Phần Lan (Musiikkituottajat) | 2× Bạch kim      | 47,482                        |
| Pháp (SNEP) | —                | 1,000,000                     |
| Đức (BVMI) | 6× Bạch kim      | 1.200.000‡                    |
| Hungary (Mahasz) | 5× Bạch kim      | 30.000^                       |
| Ireland (IRMA) | —                | 107,000                       |
| Ý (FIMI) | 5× Bạch kim      | 250.000*                      |
| México (AMPROFON) | 3× Bạch kim+Vàng | 210.000‡                      |
| Hà Lan (NVPI) | —                | 320,000                       |
| New Zealand (RMNZ) | 15× Bạch kim     | 225.000‡                      |
| Na Uy (IFPI) | 4× Bạch kim      | 80.000*                       |
| Ba Lan (ZPAV) | Kim cương        | 100.000‡                      |
| Bồ Đào Nha (AFP) | Bạch kim         | 15.000^                       |
| Tây Ban Nha (PROMUSICAE) | 3× Bạch kim      | 120.000‡                      |
| Nam Phi (RISA) | 2× Bạch kim      | 80.000*                       |
| Hàn Quốc (KMCA) | —                | 31,238                        |
| Thụy Điển (GLF) | 2× Bạch kim      | 60.000‡                       |
| Thụy Sĩ (IFPI) | 6× Bạch kim      | 120.000^                      |
| Anh Quốc (BPI) | 13× Bạch kim     | 3.900.000‡                    |
| Hoa Kỳ (RIAA) | 11× Bạch kim     | 11.000.000‡                   |
| Venezuela | Vàng             | 5,000                         |
| Tổng hợp |                  |                               |
| Toàn cầu (IFPI) | —                | 23,360,000                    |
| * Chứng nhận dựa theo doanh số tiêu thụ. ^ Chứng nhận dựa theo doanh số nhập hàng. ‡ Chứng nhận dựa theo doanh số tiêu thụ và phát trực tuyến. |                  |                               |

## Lịch sử phát hành
| Khu vực    | Ngày              | Phiên bản  | Định dạng         | Hãng đĩa                 | Mã            | Ct      |
| ---------- | ----------------- | ---------- | ----------------- | ------------------------ | ------------- | ------- |
| Nhiều      | 20 tháng 11, 2015 | Tiêu chuẩn | CD tải nhạc số LP | XL Columbia              | XLCD740       | [ 199 ] |
| Hoa Kỳ     | 20 tháng 11, 2015 | Cao cấp    | CD                | XL Columbia              | 50281802      | [ 3 ]   |
| Nhật Bản   | 20 tháng 11, 2015 | Cao cấp    | CD                | Hostess UMG              | BGJ-5252      | [ 200 ] |
| Hàn Quốc   | 2 tháng 12, 2015  | Tiêu chuẩn | CD tải nhạc số    | Kang&Music               | KACD1508      | [ 201 ] |
| Trung Quốc | 21 tháng 12, 2015 | Tiêu chuẩn | CD tải nhạc số    | BeggarsChina-XL Starsing | 9787883258315 | [ 202 ] |
| Nhiều      | 24 tháng 6, 2016  | Tiêu chuẩn | streaming         | XL Columbia              | —             | [ 203 ] |